# تیکسی غربی
تیکسی غربی (به روسی: Тикси-Западный) فرودگاهی نظامی واقع در تیکسی در کشور روسیه است که توسط نیروی هوایی روسیه اداره می‌شود.